# 15.ª etapa de la Vuelta a España 2020
La 15.ª etapa de la Vuelta a España 2020 tuvo lugar el 5 de noviembre de 2020 entre Mos y Puebla de Sanabria sobre un recorrido de 230,8 km y fue ganada por el belga Jasper Philipsen del equipo UAE Emirates. El esloveno Primož Roglič mantuvo el liderato.

## Clasificación de la etapa
| \| Clasificación de la etapa \| Clasificación de la etapa \| Clasificación de la etapa \| Clasificación de la etapa \| Clasificación de la etapa \| \| Ciclista \| Ciclista \| Equipo \| Tiempo \| \| \| ------------------------- \| --------------------------- \| ------------------------- \| ------------------------- \| ------------------------- \| \| 1.º \| Jasper Philipsen \| UAE Team Emirates \| 6 h 22 min 36 s \| \| \| 2.º \| Pascal Ackermann \| Bora-Hansgrohe \| + 0 s \| \| \| 3.º \| Jannik Steimle \| Deceuninck-Quick Step \| + 0 s \| \| \| 4.º \| Fred Wright \| Bahrain McLaren \| + 0 s \| \| \| 5.º \| Dion Smith \| Mitchelton-Scott \| + 0 s \| \| \| 6.º \| Reinardt Janse van Rensburg \| NTT Pro Cycling \| + 0 s \| \| \| 7.º \| Magnus Cort \| EF Pro Cycling \| + 0 s \| \| \| 8.º \| Dorian Godon \| AG2R La Mondiale \| + 0 s \| \| \| 9.º \| Stan Dewulf \| Lotto-Soudal \| + 0 s \| \| \| 10.º \| Michael Mørkøv \| Deceuninck-Quick Step \| + 0 s \| \| |                             |                       |                 |
| |                             |                       |                 |
| Fuente: ProCyclingStats |                             |                       |                 |
| Clasificación de la etapa |                             |                       |                 |
| Ciclista | Ciclista                    | Equipo                | Tiempo          |
| 1.º | Jasper Philipsen            | UAE Team Emirates     | 6 h 22 min 36 s |
| 2.º | Pascal Ackermann            | Bora-Hansgrohe        | + 0 s           |
| 3.º | Jannik Steimle              | Deceuninck-Quick Step | + 0 s           |
| 4.º | Fred Wright                 | Bahrain McLaren       | + 0 s           |
| 5.º | Dion Smith                  | Mitchelton-Scott      | + 0 s           |
| 6.º | Reinardt Janse van Rensburg | NTT Pro Cycling       | + 0 s           |
| 7.º | Magnus Cort                 | EF Pro Cycling        | + 0 s           |
| 8.º | Dorian Godon                | AG2R La Mondiale      | + 0 s           |
| 9.º | Stan Dewulf                 | Lotto-Soudal          | + 0 s           |
| 10.º | Michael Mørkøv              | Deceuninck-Quick Step | + 0 s           |

## Clasificaciones al final de la etapa

### Clasificación general
| \| Clasificación general \| Clasificación general \| Clasificación general \| Clasificación general \| Clasificación general \| \| Ciclista \| Ciclista \| Equipo \| Tiempo \| \| \| --------------------- \| --------------------- \| ---------------------- \| --------------------- \| --------------------- \| \| 1.º \| Primož Roglič \| Jumbo-Visma \| 60 h 21 min 13 s \| \| \| 2.º \| Richard Carapaz \| Ineos Grenadiers \| + 39 s \| \| \| 3.º \| Hugh Carthy \| EF Pro Cycling \| + 47 s \| \| \| 4.º \| Daniel Martin \| Israel Start-Up Nation \| + 1 min 42 s \| \| \| 5.º \| Enric Mas \| Movistar Team \| + 3 min 23 s \| \| \| 6.º \| Wout Poels \| Bahrain McLaren \| + 6 min 15 s \| \| \| 7.º \| Felix Großschartner \| Bora-Hansgrohe \| + 7 min 14 s \| \| \| 8.º \| Alejandro Valverde \| Movistar Team \| + 8 min 39 s \| \| \| 9.º \| Aleksandr Vlásov \| Astana \| + 8 min 48 s \| \| \| 10.º \| David de la Cruz \| UAE Team Emirates \| + 9 min 23 s \| \| |                     |                        |                  |
| |                     |                        |                  |
| Fuente: ProCyclingStats |                     |                        |                  |
| Clasificación general |                     |                        |                  |
| Ciclista | Ciclista            | Equipo                 | Tiempo           |
| 1.º | Primož Roglič       | Jumbo-Visma            | 60 h 21 min 13 s |
| 2.º | Richard Carapaz     | Ineos Grenadiers       | + 39 s           |
| 3.º | Hugh Carthy         | EF Pro Cycling         | + 47 s           |
| 4.º | Daniel Martin       | Israel Start-Up Nation | + 1 min 42 s     |
| 5.º | Enric Mas           | Movistar Team          | + 3 min 23 s     |
| 6.º | Wout Poels          | Bahrain McLaren        | + 6 min 15 s     |
| 7.º | Felix Großschartner | Bora-Hansgrohe         | + 7 min 14 s     |
| 8.º | Alejandro Valverde  | Movistar Team          | + 8 min 39 s     |
| 9.º | Aleksandr Vlásov    | Astana                 | + 8 min 48 s     |
| 10.º | David de la Cruz    | UAE Team Emirates      | + 9 min 23 s     |

### Clasificación por puntos
| Clasificación por puntos | Clasificación por puntos | Clasificación por puntos | Clasificación por puntos | Clasificación por puntos |
| Ciclista                 | Ciclista                 | Equipo                   | Puntos                   |                          |
| ------------------------ | ------------------------ | ------------------------ | ------------------------ | ------------------------ |
| 1.º                      | Primož Roglič            | Jumbo-Visma              | 178 pts                  |                          |
| 2.º                      | Richard Carapaz          | Ineos Grenadiers         | 113 pts                  |                          |
| 3.º                      | Daniel Martin            | Israel Start-Up Nation   | 111 pts                  |                          |
| 4.º                      | Hugh Carthy              | EF Pro Cycling           | 89 pts                   |                          |
| 5.º                      | Guillaume Martin         | Cofidis                  | 74 pts                   |                          |
| 6.º                      | Michael Woods            | EF Pro Cycling           | 72 pts                   |                          |
| 7.º                      | Marc Soler               | Movistar Team            | 69 pts                   |                          |
| 8.º                      | Jasper Philipsen         | UAE Team Emirates        | 66 pts                   |                          |
| 9.º                      | Enric Mas                | Movistar Team            | 66 pts                   |                          |
| 10.º                     | Felix Großschartner      | Bora-Hansgrohe           | 61 pts                   |                          |

### Clasificación de la montaña
| Clasificación de la montaña | Clasificación de la montaña | Clasificación de la montaña | Clasificación de la montaña | Clasificación de la montaña |
| Ciclista                    | Ciclista                    | Equipo                      | Puntos                      |                             |
| --------------------------- | --------------------------- | --------------------------- | --------------------------- | --------------------------- |
| 1.º                         | Guillaume Martin            | Cofidis                     | 89 pts                      |                             |
| 2.º                         | Tim Wellens                 | Lotto-Soudal                | 34 pts                      |                             |
| 3.º                         | Richard Carapaz             | Ineos Grenadiers            | 30 pts                      |                             |
| 4.º                         | Sepp Kuss                   | Jumbo-Visma                 | 27 pts                      |                             |
| 5.º                         | Primož Roglič               | Jumbo-Visma                 | 24 pts                      |                             |
| 6.º                         | Hugh Carthy                 | EF Pro Cycling              | 21 pts                      |                             |
| 7.º                         | Michael Woods               | EF Pro Cycling              | 21 pts                      |                             |
| 8.º                         | Daniel Martin               | Israel Start-Up Nation      | 20 pts                      |                             |
| 9.º                         | Aleksandr Vlásov            | Astana                      | 18 pts                      |                             |
| 10.º                        | Marc Soler                  | Movistar Team               | 18 pts                      |                             |

### Clasificación de los jóvenes
| Clasificación del mejor joven | Clasificación del mejor joven | Clasificación del mejor joven | Clasificación del mejor joven | Clasificación del mejor joven |
| Ciclista                      | Ciclista                      | Equipo                        | Tiempo                        |                               |
| ----------------------------- | ----------------------------- | ----------------------------- | ----------------------------- | ----------------------------- |
| 1.º                           | Enric Mas                     | Movistar Team                 | 60 h 23 min 04 s              |                               |
| 2.º                           | Aleksandr Vlásov              | Astana                        | + 5 min 25 s                  |                               |
| 3.º                           | David Gaudu                   | Groupama-FDJ                  | + 7 min 22 s                  |                               |
| 4.º                           | Georg Zimmermann              | CCC Team                      | + 35 min 40 s                 |                               |
| 5.º                           | William Barta                 | CCC Team                      | + 41 min 11 s                 |                               |
| 6.º                           | Gino Mäder                    | NTT Pro Cycling               | + 42 min 44 s                 |                               |
| 7.º                           | Kobe Goossens                 | Lotto-Soudal                  | + 42 min 55 s                 |                               |
| 8.º                           | Clément Champoussin           | AG2R La Mondiale              | + 1 h 10 min 20 s             |                               |
| 9.º                           | Juan Pedro López              | Trek-Segafredo                | + 1 h 18 min 08 s             |                               |
| 10.º                          | Robert Power                  | Team Sunweb                   | + 1 h 24 min 07 s             |                               |

### Clasificación por equipos
| Clasificación por equipos | Clasificación por equipos | Clasificación por equipos | Clasificación por equipos |
| Equipo                    | Equipo                    | Tiempo                    |                           |
| ------------------------- | ------------------------- | ------------------------- | ------------------------- |
| 1.º                       | Movistar Team             | 181 h 15 min 57 s         |                           |
| 2.º                       | Jumbo-Visma               | + 8 min 05 s              |                           |
| 3.º                       | Astana                    | + 39 min 49 s             |                           |
| 4.º                       | UAE Team Emirates         | + 54 min 18 s             |                           |
| 5.º                       | Mitchelton-Scott          | + 58 min 42 s             |                           |
| 6.º                       | Cofidis                   | + 1 h 22 min 16 s         |                           |
| 7.º                       | Ineos Grenadiers          | + 1 h 54 min 16 s         |                           |
| 8.º                       | Groupama-FDJ              | + 2 h 21 min 30 s         |                           |
| 9.º                       | EF Pro Cycling            | + 2 h 28 min 07 s         |                           |
| 10.º                      | CCC Team                  | + 2 h 35 min 16 s         |                           |

## Abandonos
- Gerben Thijssen abandonó en los primeros kilómetros de la etapa.[2]
- Harry Tanfield no completó la etapa por lesión.[3]
- Pim Ligthart no completó la etapa.[4]